# '03 Bonnie & Clyde
Pour les articles homonymes, voir Bonnie and Clyde.
Singles de Jay-Z
Song Cry
(2002) Hovi Baby
(2002)
Singles par Beyoncé Knowles
Work It Out
(2002) Crazy in Love
(2003)
'03 Bonnie & Clyde est une chanson de Jay-Z avec la chanteuse R'n'B Beyoncé Knowles. Elle incorpore des éléments de la chanson Me and My Girlfriend de 2Pac, et If I Was Your Girlfriend de Prince. '03 Bonnie & Clyde a des paroles écrites par Jay-Z et est produite par Kanye West pour le septième album studio de Jay-Z The Blueprint²: The Gift & The Curse. Elle peut aussi être trouvée sur les éditions internationales du premier album solo de Beyoncé Dangerously in Love.
Sorti en 2002, le single atteint la quatrième place du Billboard Hot 100 américain, devenant le second single dans le top dix de Jay-Z et le premier single de Beyoncé dans le top dix en tant qu'artiste solo. Il atteint également la deuxième place au Royaume-Uni, où il contient une reprise de l'album distincte de la reprise américaine.
La chanson provoque un conflit entre Jay-Z et Toni Braxton quand Braxton fait valoir que la chanson copie son utilisation de Me and My Boyfriend.
En 2013, Jay-Z et Beyoncé sortent le single Part II (On the Run), extrait de l'album Magna Carta Holy Grail, qui fait suite à '03 Bonnie & Clyde.

## Genèse
'03 Bonnie & Clyde est la première collaboration entre le rappeur Jay-Z et la chanteuse Beyoncé Knowles,. Kanye West raconte à MTV News que Jay-Z lui demande de réaliser le meilleur rythme pour le duo. Il suggère à Jay-Z l'utilisation d'un échantillon de la chanson Me and My Girlfriend de Tupac Shakur présent dans l'album The Don Killuminati: The 7 Day Theory, pour réaliser ce duo avec Beyoncé.

## Production, composition et analyse des paroles
Kanye West réalise la chanson avec un collaborateur, E-Base qui joue de nombreux instruments de musique au studio Baseline, pour West et le réalisateur Just Blaze. Kanye West programme les percussions en 10 minutes. Des complications d'ordre légal apparaissent pour l'utilisation de l'échantillon de la chanson Me and My Girlfriend. De longues négociations ont lieu avec Afeni Sharkur : un accord est finalement trouvé. '03 Bonnie & Clyde contient donc le rythme échantillonné depuis le titre Me and My Girlfriend ainsi que des percussions et une instrumentation en direct avec des basses et des accords à la guitare.
Dans cette chanson inspirée du film policier américain Bonnie et Clyde, Jay-Z et Knowles se proclament héritiers du duo criminel,. Ethan Brown de New York note que la guitare flamenca rappelle son duo Fiesta (2001) avec R. Kelly. Knowles reprend le hook de Me and My Girlfriend sur le refrain lorsqu'elle chante « Down to ride to the very end, me and my boyfriend » qui signifie en français « Près à aller jusqu'à la fin, moi et mon petit-ami ».
Certaines paroles interprétées par Knowles sont un échantillon de la chanson If I Was Your Girlfriend du chanteur américain Prince. Dans le deuxième couplet, Jay-Z fait référence à la relation amoureuse entre Bobby Brown et Whitney Houston et à la série télévisée américaine Sex and the City ainsi : « She riiides wit' me / The new Bobby and Whitney / Only time we don't speak is during 'Sex and the City' » qui signifie en français « Elle viendra avec moi / Les nouveaux Bobby et Whitney / Le seul moment où on ne parle pas c'est pendant 'Sex and the City' ».

## Sortie, promotion et conflit avec Toni Braxton
'03 Bonnie & Clyde sort le 10 octobre 2002, comme le premier single de l'album de Jay-Z The Blueprint²: The Gift & the Curse. Lors de la sortie du premier album solo Dangerously in Love de Knowles, le titre est inclus dans la version internationale et sur son album live I Am... Yours : An Intimate Performance at Wynn Las Vegas (2009). La sortie de la chanson est une première indication de la relation amoureuse entre Jay-Z et Beyoncé Knowles, dont la rumeur insistante leur prête une romance. Leur relation est officialisée lors de la participation de Jay-Z sur la chanson Crazy in Love (2003) et Déjà Vu (2006) de Knowles,.

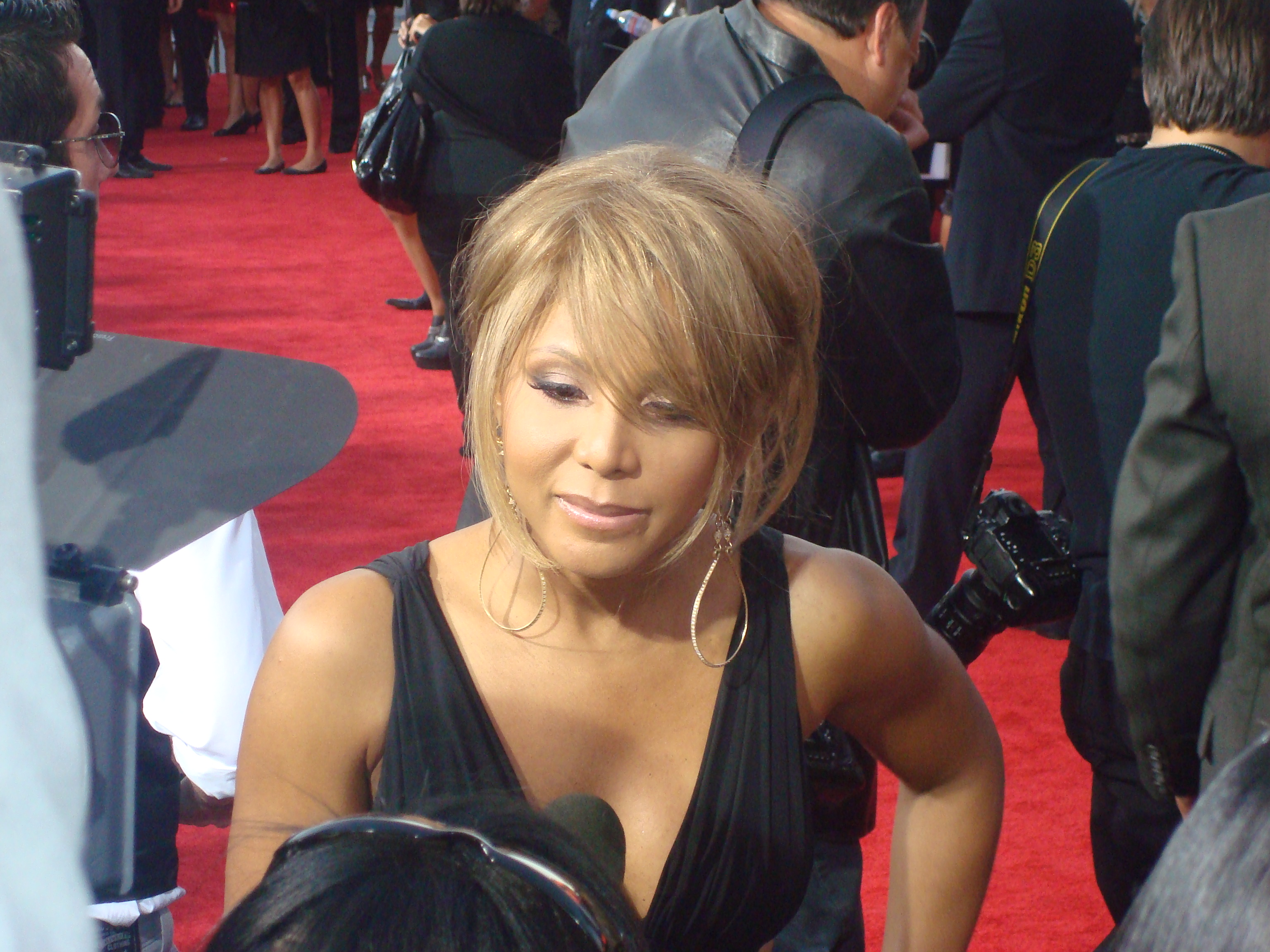
Toni Braxton entre en conflit ouvert avec Jay-Z l'accusant d'avoir volé son idée de remake de la chanson de Tupac Shakur.

Le 8 octobre 2003, lors d'un communiqué, Toni Braxton entourée de son équipe explique que, avec la chanson '03 Bonnie & Clyde, Jay-Z lui a volé l'idée d'un échantillonnage de la chanson de Tupac Shakur Me and My Girlfriend. Braxton avait en effet utilisé un échantillon de la chanson de Shakur dans la chanson Me & My Boyfriend de son album More Than a Woman (2002). Dans une interview avec une radio de New York, Braxton explique que Jay-Z et Beyoncé se sont amusés avec son argent et lui ont volé son Mojo. Braxton soupçonne Jay-Z d'avoir voulu faire '03 Bonnie & Clyde après avoir écouté sa version pour Def Jam Recordings.
Kanye West répond aux accusations de Braxton dans une interview à MTV News. West explique alors qu'il n'avait pas connaissance de la chanson de Toni Braxton. Il explique : « Elle ne peut pas faire comme si personne n'avait jamais entendu Me and My Girlfriend avant. Les gens écoutent de la musique tout le temps. Je peux [comprend ses accusations] s'il s'agissait d'une chanson inédite »,. West défend l’échantillonnage de la chanson, expliquant que l'idée venait de lui après avoir écouté l'album de Tupac Shakur.
Jay-Z explique que des situations similaires existent dans le hip-hop. Ils ont échantillonné la même chanson, mais la sienne est sortie avant, et que sur cela, il ne peut rien faire. Il concède que s'il avait su qu'elle travaillait sur un échantillon de la chanson de Tupac, il aurait trouvé un arrangement pour faire le duo avec elle.

## Accueil

### Critiques et récompenses
'03 Bonnie & Clyde est accueilli positivement par la critique musicale, qui commente l'usage d'échantillons et la relation entre Jay-Z and Beyoncé Knowles.
Marc L. Hill de PopMatters pense que la chanson est faite pour la radio. Dele Fadele de NME complimente un « duo cool » entre Jay-Z et Knowles. John Robinson du même magazine explique que si la réalisation artistique de la chanson avait été plus détendue, ils auraient eu un classique.
Ethan Brown du New York magazine considère '03 Bonnie & Clyde comme une suite du précédent titre Bonnie & Clyde Part II de Jay-Z avec la participation de la rappeuse Foxy Brown, qui n'est contenu sur aucun album. Erik Parker de Vibe est indécis sur l'usage d'échantillon dans la chanson, expliquant que cet usage n'est pas à son goût mais qu'il est bien utilisé dans la réalisation « impeccable » de West. Margena A. Christian de Jet loue la collaboration de Jay-Z et Knowles, avec en particulier les paroles. Chuck Taylor de Billboard trouve que, même si les relations qu'il entretient sont floues, le couple fait de la bonne musique ensemble. Il apprécie leur habileté à montrer ce qu'ils savent faire de mieux : Jay-Z débite des louanges, Knowles roucoule des douceurs et interprète le hook. Taylor note également que l'échantillon de guitare acoustique ajoute un côté épicé à la chanson, les bases pour un succès.
Le magazine Rap-Up pense que la chanson donne une petite légitimité de rue à Knowles. Le magazine Vibe classe la chanson à la deuxième place de la liste des chansons inspirées par le film Bonnie et Clyde. Dans une liste des 10 meilleures chansons de Jay-Z, Dean Silfen d'AOL place le titre à la sixième place. Popjustice liste '03 Bonnie & Clyde à la 66e place des meilleurs singles de 2003. La chanson est nommée à la cérémonie de récompense des BET Awards de 2003 dans la catégorie « meilleure collaboration » mais perd face à la chanson de Snoop Dogg Beautiful,.

### Performance dans les hits-parades
'03 Bonnie & Clyde atteint le top dix dans six pays européen, à la 1re place en Suisse, 6e en Norvège et Danemark, et  à la 8e en Italie,. Au Canada, la chanson se classe à la 4e place, devant alors le plus haut classement de Jay-Z dans ce pays, depuis la chanson Empire State of Mind (2009) avec Alicia Keys s'est classé à la 3e place. Au Royaume-Uni, '03 Bonnie & Clyde atteint la deuxième place, devenant son meilleur classement depuis la chanson Hard Knock Life (Ghetto Anthem) (1998),. En Nouvelle-Zélande, le titre se classe à la 4e place, le plus haut classement pour Jay-Z dans ce pays, de même pour l'Australie, où il atteint la deuxième place. '03 Bonnie & Clyde est certifié disque de platine par l'Australian Recording Industry Association (ARIA), pour 70 000 ventes.
Aux États-Unis, '03 Bonnie & Clyde se classe à la 4e place du Billboard Hot 100; il devient ainsi le single faisant référence au duo de cambrioleur Bonnie et Clyde le mieux classé dans le Hot 100. Le précédent record était detenu par Georgie Fame avec The Ballad of Bonnie and Clyde". À la suite d'une interprétation de la chanson sur l'émission de télévision Saturday Night Live (SNL) le 2 novembre 2002, les diffusions radio du titre ont en augmentation de 12 %, permettant à la chanson de ce classer par le top dix du classement Hot R&B/Hip-Hop Songs à la 7e place. Cela permet à Jay-Z d'obtenir son 12e single classé dans ce top dix. '03 Bonnie & Clyde est son premier single à être dans ce top dix depuis son single Girls, Girls, Girls (2001). Il est certifié disque d'or par la Recording Industry Association of America (RIAA) pour s'être vendu à plus de 500 000 exemplaires.

## Clip vidéo
Le clip vidéo de la chanson est réalisé par Chris Robinson au Mexique en novembre 2002. La vidéo est nommée pour la meilleure vidéo hip-hop aux MTV Video Music Awards de 2003, mais perd contre Work It de Missy Elliott. Lance Reddick apparaît dans la vidéo comme l'agent de police principal de l'histoire. Le nom de la chanson est une référence à la chanson originale de Tupac Shakur, dans laquelle il se réfère à lui-même et son fusil que le  '96 Bonnie and Clyde. Un autre artiste qui fait référence à la chanson originale de Shakur est Eminem avec '97 Bonnie & Clyde.

## Liste des pistes et formats
EP Australie
| No | Titre                                         | Durée |
| -- | --------------------------------------------- | ----- |
| 1. | '03 Bonnie & Clyde (Version radio)            | 3:27  |
| 2. | '03 Bonnie & Clyde (Explicite)                | 3:26  |
| 3. | '03 Bonnie & Clyde (Remix) ((Jay-Z et M.O.P.) | 4:28  |

Single Royaume-Uni
| No | Titre                                      | Durée |
| -- | ------------------------------------------ | ----- |
| 1. | '03 Bonnie & Clyde (Version radio)         | 3:28  |
| 2. | '03 Bonnie & Clyde (Remix)                 | 4:27  |
| 3. | '03 Bonnie & Clyde (Remix) (Instrumentale) | 3:27  |

## Crédits et personnels
Adaptés depuis le livret de The Blueprint²: The Gift & the Curse.
- E-Base – Basse, Guitare, Instrumentation, Claviers
- Shawn Carter – Chant (rap), Compositeur
- Jason Goldstein – Mixage
- D. Harper – Compositeur
- Gimel "Young Guru" Katon – Ingénieur du son, Mixage
- Beyoncé Knowles – Chant
- Prince – Auteur
- R. Rouse – Compositeur
- Tupac Shakur – Auteur
- Kanye West – Compositeur, Réalisateur
- Shane "Bermy" Woodley – Ingénieur du son
- Tyrone Wrice – Compositeur

## Classements et certifications
| Classement (2002-2003)                       | Meilleure position |
| -------------------------------------------- | ------------------ |
| Australie                                    | 2                  |
| Autriche                                     | 28                 |
| Canada                                       | 4                  |
| Belgique (Flandre)                           | 12                 |
| Belgique (Wallonie)                          | 12                 |
| Danemark                                     | 6                  |
| Pays-Bas                                     | 5                  |
| Finlande                                     | 10                 |
| France                                       | 25                 |
| Allemagne                                    | 6                  |
| Irlande                                      | 12                 |
| Italie                                       | 8                  |
| Nouvelle-Zélande                             | 4                  |
| Norvège                                      | 6                  |
| Suisse                                       | 1                  |
| Suède                                        | 14                 |
| Royaume-Uni                                  | 2                  |
| États-Unis (Billboard Hot 100)               | 4                  |
| États-Unis (Billboard Hot R&B/Hip-Hop Songs) | 5                  |
| États-Unis (Billboard Hot Rap Tracks)        | 2                  |
| États-Unis (Billboard Rhythmic Top 40)       | 1                  |
| États-Unis (Billboard Top 40 Mainstream)     | 7                  |

| Classement (2003)                  | Position |
| ---------------------------------- | -------- |
| Australie                          | 16       |
| Australie (Urban Singles)          | 9        |
| Belgique (Flandre)                 | 80       |
| Belgique (Wallonie)                | 66       |
| Pays-Bas                           | 47       |
| Italie                             | 70       |
| Suède                              | 91       |
| Suisse                             | 50       |
| États-Unis (Billboard Hot 100)     | 37       |
| États-Unis (Hot R&B/Hip-Hop Songs) | 59       |
| États-Unis (Pop Songs)             | 27       |

| Pays              | Certifications |
| ----------------- | -------------- |
| Australie (ARIA)  | Platine        |
| États-Unis (RIAA) | Or             |